# لينارت سودربرغ
لينارت سودربرغ (بالسويدية: Lennart Söderberg)‏ (7 يوليو 1941 في السويد - 13 أكتوبر 2022) هو مدرب كرة قدم ولاعب كرة قدم سويدي في مركز الدفاع. شارك مع منتخب السويد لكرة القدم. أما مع النوادي، فقد لعب مع أيك سولنا ونادي ليوسدالس ‏ وAIK IF ‏ ونادي فاسالوندس ونادي سوندسفال ‏.

## وصلات خارجية
- لينارت سودربرغ على موقع ناشيونال فوتبول تيمز (الإنجليزية)
- لينارت سودربرغ على موقع عالم كرة القدم.نت (الإنجليزية)
- لينارت سودربرغ على موقع EliteProspects.com (الإنجليزية)